# Младен Сарић
Младен Сарић (Београд, 16. април 1911 — Београд, 19. март 1997) био је југословенски и српски фудбалер.

## Биографија
Рођен је 16. априла 1911. године у Београду. Почео је да игра 1928. у подмлатку тадашњег СК Соко - Београд. Као један од најбољих ученика Димитрија Милојевића (касније „пронашао” и Шекуларца) са великим успехом играо са СК Соко и од 1931. за БАСК. Више од једне деценије успешно је носио београдски БАСК-а (од 1928). Играо је на месту левог крила. Био је добар дриблер и шутер.
Уз 11 утакмица за градску селекцију Београда, једном је обукао и дрес А репрезентације Југославије. Наступио је 8. маја 1938. против Румуније у Букурешту, за Куп пријатељских земаља (резултат 1:0). На тој утакмици је дебитовао и Фране Матошић који је постигао једини гол на утакмици.
Преминуо је 19. марта 1997. у Београду.